# Leychert
Leychert – miejscowość i gmina we Francji, w regionie Oksytania, w departamencie Ariège.
Według danych na rok 2010 gminę zamieszkiwało 106 osób, a gęstość zaludnienia wynosiła 17 osób/km².